# Elio Di Rupo
Elio Di Rupo (Morlanwelz, 18 juli 1951) is een Belgische politicus voor de Parti Socialiste (PS). Van 6 december 2011 tot 11 oktober 2014 was hij premier van België en werd meermaals minister en minister-president van de Waalse Regering.

## Achtergrond, opleiding en eerste politieke stappen
Di Rupo is de jongste zoon in een gezin van Italiaanse immigranten. Zijn ouders waren afkomstig uit San Valentino in Abruzzo Citeriore in de regio Abruzzen. Elio was de enige van het gezin die in België geboren werd; zijn broers en zussen werden allen in Italië geboren. Toen hij een jaar oud was, overleed zijn vader en moest zijn moeder alleen voor de zeven kinderen zorgen. Om financiële redenen werden drie kinderen in een nabijgelegen weeshuis geplaatst. Zijn jeugd bracht Di Rupo door in Morlanwelz.
Hij kwam voor het eerst in contact met de socialistische beweging tijdens zijn studies in Bergen, waar hij aan de Université de Mons-Hainaut eerst een licentiaatsdiploma en vervolgens in 1978 een doctoraat in de scheikunde behaalde, met als titel De studie van het reactieve sinteren van zirkonium- en aluminiumoxide-alfa. Hij trok naar de Universiteit van Leeds (Verenigd Koninkrijk), waar hij van 1977 tot 1978 werkte als assistent. In 1978 werd hij assistent op de Dienst Algemene Chemie en Materiaalwetenschappen van de Université de Mons-Hainaut, in 1979 wetenschappelijk onderzoeker aan het Institut interuniversitaire des matériaux en in 1982 onderzoeksdirecteur aan de Université de Mons-Hainaut. Vanaf 1990 was hij aan deze universiteit ook docent aan de Faculteit Psychopedagogische Wetenschappen.
In 2015 kreeg hij een eredoctoraat in de internationale politieke en administratieve wetenschappen aan de universiteit van het Italiaanse Teramo.

## Politieke carrière
In 1977 werd Di Rupo lid van de jongerenafdeling van de PS. Zijn eerste politiek mandaat kwam er in 1982, toen hij tot gemeenteraadslid van Bergen verkozen werd, een mandaat dat hij nog steeds uitoefent. In 1986 werd hij in die stad schepen voor Gezondheid, Stadsvernieuwing en Sociale zaken en bleef dit tot in december 1987, toen hij actief werd in de nationale politiek.
Ondertussen was hij tussen 1981 en 1985 kabinetsmedewerker en vervolgens adjunct-kabinetschef van Philippe Busquin, toenmalig Waals minister van Begroting in Energie, en van 1985 tot 1987 hoofdinspecteur bij de energie-inspectie van het ministerie van het Waals Gewest. Rond die periode werkte Di Rupo ook op het kabinet van Jean-Maurice Dehousse, toenmalig Waals minister van economie.
In 1987 werd hij voor het arrondissement Bergen verkozen in de Kamer van volksvertegenwoordigers. Door de toen bestaande dubbelmandaten kwam hij hierdoor eveneens in de Waalse Gewestraad en Franse Gemeenschapsraad terecht. In juli 1989 nam Di Rupo ontslag uit zijn parlementaire mandaten om lid te worden van het Europees Parlement, waar hij tot eind 1991 bleef zetelen. Van 1991 tot 1995 zetelde Di Rupo als rechtstreeks gekozen senator in de Senaat en opnieuw in de Waalse Gewestraad en Franse Gemeenschapsraad. Daarna was hij opnieuw lid van de Kamer van volksvertegenwoordigers, in 1995 en 1999, van 2000 tot 2001, van 2003 tot 2009, van 2010 tot 2011 en van 2014 tot 2019. In de periode 2009-2010 zetelde hij in het Waals Parlement en in het Parlement van de Franse Gemeenschap.
Bij de gemeenteraadsverkiezingen van oktober 1988 behaalde Di Rupo het meeste aantal voorkeurstemmen in Bergen. Desondanks werd niet hij, maar zijn partijgenoot Maurice Lafosse burgemeester van de stad. Di Rupo werd vervolgens fractieleider voor de PS in de gemeenteraad. Begin 2001 volgde hij Lafosse uiteindelijk op als burgemeester van Bergen.
Begin 1992 nam hij in de regering van de Franse Gemeenschap zijn eerste ministerfunctie op met Onderwijs en vanaf mei 1993 ook Media onder zijn bevoegdheid. Als minister voerde hij een belangrijke hervorming door in het Franstalig onderwijs. Toen de PS-ministers Guy Coëme, Guy Spitaels en Guy Mathot begin 1994 aftraden omdat ze genoemd werden in het Agustaschandaal, stapte Di Rupo over naar de federale regering als vicepremier en minister van Verkeer en Overheidsbedrijven, twee functies waarin hij Guy Coëme opvolgde. Na de verkiezingen van 1995 bleef hij vicepremier en werd hij tot in 1999 minister van Economie en Telecommunicatie in de regering-Dehaene II. 
In de nasleep van de zaak-Dutroux werd Di Rupo valselijk beschuldigd van pedoseksualiteit door een zekere Olivier Trusgnach. Toenmalig premier Jean-Luc Dehaene zou hem gevraagd hebben af te treden, maar zegde hem toch zijn steun toe toen hij dit niet deed. De beschuldiging bleek later verzonnen.

### Partijvoorzitter
Na de federale en regionale verkiezingen van juni 1999, waarbij mede door de dioxinecrisis de christendemocraten zware verliezen leden, voerde Di Rupo mee de onderhandelingen met de Vlaamse socialisten van de sp.a, de liberalen en de groenen voor de vorming van een "paarsgroene" coalitie. Zelf nam hij de functie van minister-president van het Waals Gewest op, waarbij hij tevens werd belast met de bevoegdheden Structurele Fondsen en Internationale Betrekkingen, maar reeds in oktober van dat jaar verkozen de partijleden hem tot partijvoorzitter als opvolger van Philippe Busquin en in april 2000 nam hij ontslag als minister-president ten voordele van Jean-Claude Van Cauwenberghe. In 2002 kreeg Di Rupo de eretitel Minister van Staat. Ook is hij ridder in de Leopoldsorde en was hij vanaf november 1999 ondervoorzitter van de Socialistische Internationale en in 2002 lid van de Conventie over de Toekomst van Europa.
Als pas verkozen partijvoorzitter was Di Rupo genoodzaakt bij de PS een generatiewissel door te voeren en een nieuwe koers te zoeken. Bij de federale en regionale verkiezingen van 1995 en 1999 kreeg de PS zware klappen, onder meer door de corruptieschandalen van de jaren 90 zoals het Agustaschandaal en de UNIOP-affaire waarbij vooraanstaande PS-politici betrokken waren. De PS was sinds 1988 onafgebroken aan de macht (zowel regionaal als federaal), maar de liberale PRL (nu MR) werd bij de verkiezingen in 1999 ongeveer even groot. Daarnaast groeide Ecolo tot een belangrijke politieke formatie uit. Di Rupo besefte dat drastische actie nodig was om de positie van de PS te herstellen. Onder meer met zijn "Toekomstcontract voor Wallonië", die de reconversie van de Waalse economie moest stimuleren, en een nieuwe generatie partijkopstukken waaronder Marie Arena probeerde hij de linkse krachten in Wallonië rond zich te verenigen. Met succes, want in de federale verkiezingen van 2003 bereikte de PS opnieuw het electorale niveau van 1991 en liet ze de MR ver achter zich. Als gevolg van deze overwinning werd Di Rupo in de daaropvolgende regeringsformatie benoemd tot informateur. Bij de regionale verkiezingen van 2004 werd ze bovendien ook in het Brussels Hoofdstedelijk Gewest opnieuw de grootste partij.
Di Rupo wisselde na 2004 de liberale coalitiepartner in voor de christendemocraten, zowel in het het Waals Gewest, de Franse Gemeenschap als het Brussels Hoofdstedelijk Gewest (in Brussel uitgebreid met Ecolo). Daardoor ontstonden coalities die afweken van de zittende federale coalitie die toen bestond uit liberalen en socialisten.
In oktober 2005 werd Di Rupo opnieuw minister-president van het Waals gewest, nadat Jean-Claude Van Cauwenberghe ontslag nam onder druk van beschuldigingen in een zaak van belangenverstrengeling. De combinatie van een ministerambt met het partijvoorzitterschap was en is in de Belgische politiek ongebruikelijk en een bijzondere machtsconcentratie, aangezien partijvoorzitters in de praktijk een invloedrijke rol spelen op zowel het regionale als het federale politieke niveau. Bij zijn aantreden beklemtoonde Di Rupo werk te zullen maken van het wegwerken van politieke normvervaging en corruptie, die de partij opnieuw teisterde.
Omdat een combinatie van het burgemeesterschap met een ministerfunctie wettelijk verboden is, liet Di Rupo zich vervangen als burgemeester van de stad Bergen. Voorts nam hij ook ontslag uit de raad van bestuur van Dexia en Ethias. De tantièmes en het presentiegeld voor de bestuurdersmandaten bij Dexia werden rechtstreeks aan de stichting van openbaar nut "Franz Aubry" gestort.
Tijdens zijn tweede termijn als Waals minister-president lag hij aan de basis van het zogenaamde Marshallplan voor Wallonië, dat de economische heropleving van de regio in goede banen moest leiden. In juli 2007 nam Di Rupo ontslag als minister-president na zijn herverkiezing als partijvoorzitter en na een zware verkiezingsnederlaag voor de PS. De Waalse politicus Rudy Demotte volgde hem op als minister-president van het Waalse Gewest.

### Eerste minister

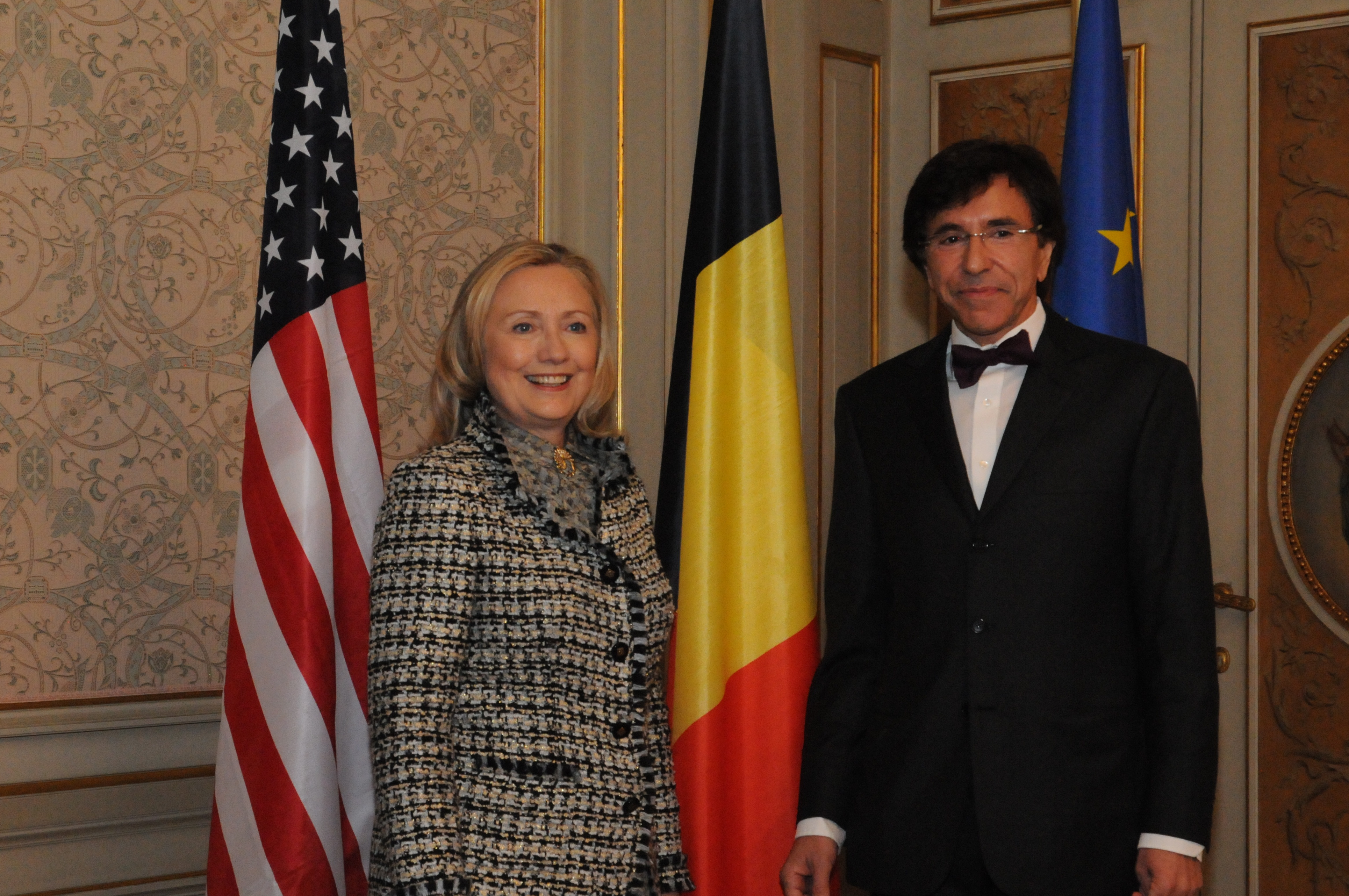
Elio Di Rupo met de Amerikaanse minister van Buitenlandse Zaken Hillary Clinton. Brussel, 18 april 2012.

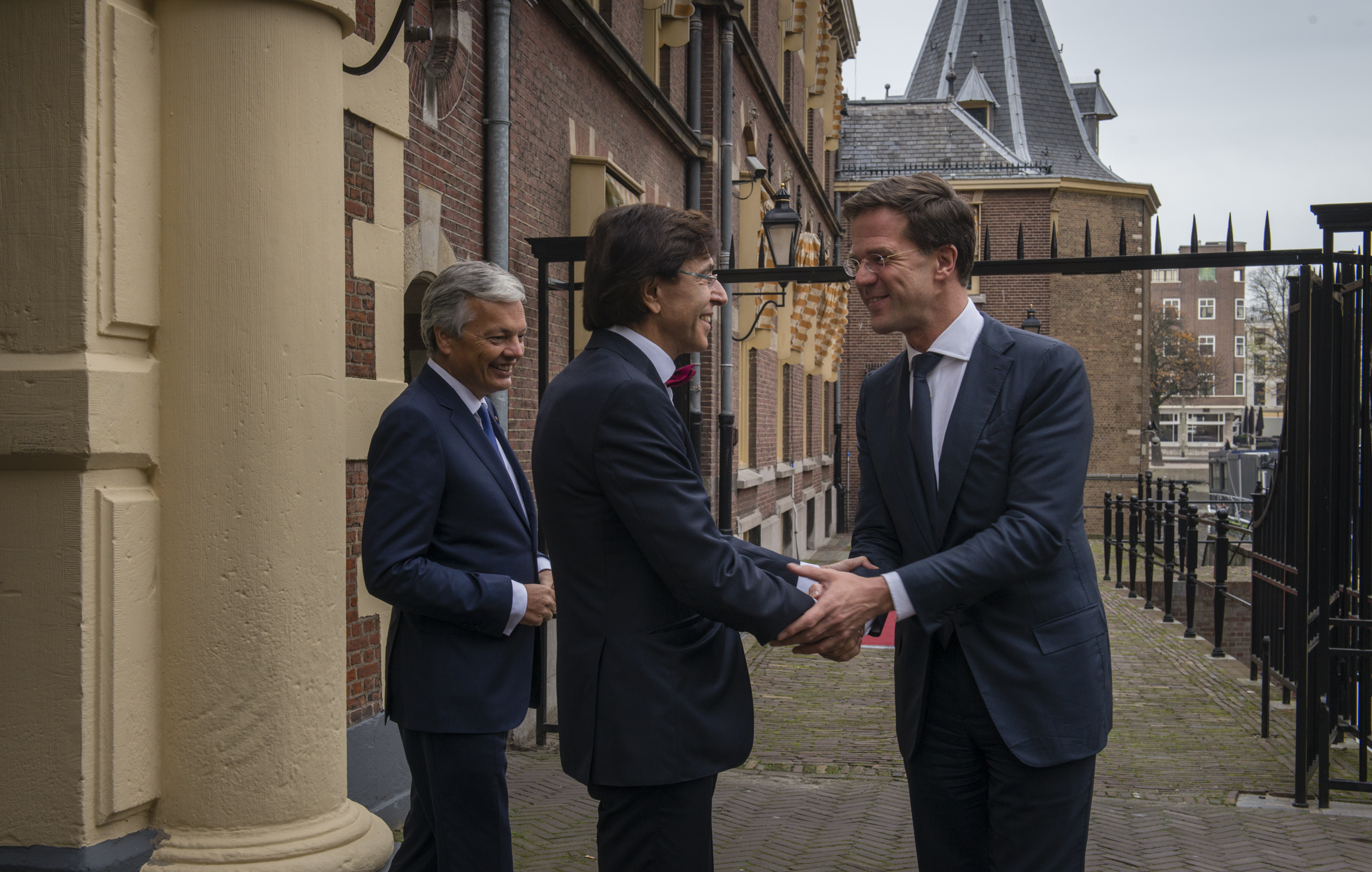
Elio Di Rupo en Didier Reynders worden ontvangen door de Nederlandse eerste minister Mark Rutte. Den Haag, 7 november 2013.

In juni 2010 won de PS overtuigend de federale verkiezingen in Wallonië en in juli 2010 werd Di Rupo door de koning tot preformateur benoemd. Hij slaagde er niet in om een akkoord te bereiken en gaf na de zomer zijn opdracht terug aan de koning. Van juni 2010 tot december 2011 beleefde België de langste regeringscrisis in het moderne Europa.
Bij de aanslepende regeringsonderhandelingen werd Di Rupo op 16 mei 2011 door Koning Albert II tot formateur benoemd met de opdracht elk initiatief te nemen om een federale regering te vormen. Nadat N-VA afhaakte, lukte het hem om een meerderheid te vormen voor een programma voor een nieuwe federale regering. Naar zijn steevast gedragen vlinderdas wordt de overeenkomst die Di Rupo na anderhalf jaar onderhandelen eind november wist te sluiten het vlinderakkoord genoemd. Op 5 december 2011 werd hij premier van België in opvolging van Yves Leterme. Het nieuwe kabinet werd op 6 december beëdigd. Tijdens zijn premierschap bleef Di Rupo titelvoerend partijvoorzitter van de PS, maar werden zijn taken als voorzitter waargenomen door een vervanger. Eerst was dat Thierry Giet, vanaf januari 2013 was Paul Magnette waarnemend voorzitter van de partij.
Als Franstalige nam Elio Di Rupo lessen Nederlands, maar desondanks was zijn kennis van de taal vaak onderwerp van kritiek.

### Na het premierschap
Nadat de regering-Michel I in oktober 2014 de eed aflegde, nam Di Rupo zijn functies als burgemeester van Bergen op. Zijn ambt van partijvoorzitter had hij reeds in juli 2014 terug opgenomen, omdat Paul Magnette die functie opgaf om minister-president van de Waalse regering te worden.
Bij de lokale verkiezingen van 2018 was hij in Bergen lijstduwer en haalde eerste schepen Nicolas Martin er als lijsttrekker meer voorkeurstemmen. Di Rupo liet de sjerp dan ook over aan Martin. Wel bleef hij in de gemeenteraad van Bergen zetelen.
Bij de federale verkiezingen in 2019 was Di Rupo opnieuw lijsttrekker voor zijn partij in de kieskring Henegouwen. Hij werd herkozen in de Kamer met 125.009 voorkeurstemmen.
Als voorzitter onderhandelde hij over de nieuw te vormen Waalse Regering en de Franse Gemeenschapsregering. In september 2019 werden in beide een coalitie gevormd tussen PS, Ecolo en MR. Di Rupo werd zelf minister-president in de Waalse Regering Di Rupo III. Enkele dagen later legde hij zijn mandaat als voorzitter van de PS neer. Op 19 oktober 2019 werd Paul Magnette, die al jaren als de kroonprins van Di Rupo werd beschouwd, tot zijn opvolger verkozen. Di Rupo bleef minister-president tot en met 15 juli 2024 en werd toen opgevolgd door Adrien Dolimont.
Bij de Europese verkiezingen van juni 2024 was Di Rupo lijsttrekker voor zijn partij. Met 181.797 stemmen werd hij verkozen voor het Europees Parlement.

## Persoonlijk
Als een van de eerste hoge Belgische politici is Di Rupo open over zijn homoseksualiteit. Elio Di Rupo is vrijmetselaar en Rome-kenner.

## Onderscheidingen
- Minister van Staat, bij koninklijk besluit van koning Albert II.
- 26 mei 2014: Grootkruis, Orde van Leopold II.[12]